# François-César Le Tellier de Courtanvaux
François-César Le Tellier (Paris, 18 de fevereiro de 1718 — Paris, 7 de julho de 1781), marquês de Courtanvaux, conde de Tonnerre e duque de Doudeauville, foi um militar e cientista francês.

## Antecedentes e início da vida
Le Tellier nasceu em uma família aristocrática, neto do ministro François Michel Le Tellier, marquês de Louvois . Depois de receber uma educação básica, ele se juntou ao Exército. Em 1733, aos 15 anos, participou de sua primeira campanha como ajudante do estado-maior do marechal Louis de Noailles , que era seu tio. Promovido a Coronel em 1740, liderou o Regimento Real nas campanhas da Boêmia e da Baviera.

## Carreira científica
Em 1745, Le Tellier deixou o Exército por motivos de saúde. Depois de alguns anos, ele se associou a Madame de Pompadour em um esforço para revigorar a dança na Corte, de 1745 a 1754. Ele também se interessou por história natural, química, geografia, física, mecânica e astronomia.
Ele deu a seu filho, Charles François César Le Tellier , uma educação completa, que lhe rendeu um assento honorário na Academia de Ciências.

### Contribuições para a química
Le Tellier trabalhou no "éter marinho" e na "inflamação do vinagre radical'.

### Cronômetros marítimos
Em 1767, a Academia de Ciências ofereceu um prêmio para a construção de um cronômetro marítimo. Le Tellier construiu um navio, Aurore, que usou para testar os vários candidatos em condições reais no mar. A expedição também incluiu Pingré , Messier e o relojoeiro Le Roy , que havia construído dois dos cronômetros. Aurorapartiu da França, Flandres e Holanda em um cruzeiro de três meses e meio, suportando várias tempestades para testar se os cronômetros poderiam sustentar os movimentos do navio. Também faziam escalas frequentes a bombordo para verificar o funcionamento dos mecanismos e a precisão das medições de longitude feitas com os cronômetros. Em 1769, um dos cronômetros Le Roy foi premiado pela Academia,

### Laboratório Colombes
Torre do observatório de Colombes

Le Tellier montou um laboratório e observatório em Colombes , que emprestaria a seus colegas. Ele também equipou a torre com instrumentos de última geração, incluindo alguns que ele construiu sob medida. Ele mesmo construiu alguns depois de projetos de outros, produzindo assinaturas como Jeaurat invenit, Courtanvaux fecit ("projetado por Jeaurat e feito por Courtanvaux").